# Т-74
Т-74 (индекс ГБТУ — Объект 450) — советский проект основного боевого танка.

## История создания
Основной боевой танк Т-74 разрабатывался в инициативном порядке на Харьковском Заводе имени Малышева. Главным конструктором танка являлся А.А. Морозов. Первоначально проект имел внутризаводское обозначение «Тема 101». 26 мая 1972 года А.А. Морозов выступил с докладом о проекте нового основного танка Т-74. Позднее проекту был присвоен индекс ГБТУ — «Объект 450». 31 июля 1971 года приказом Министерства оборонной промышленности официально была задана разработка эскизного проекта «Объекта 450». Однако в связи со сложностью и дороговизной разрабатываемой машины, работы по «Объекту 450» были прекращены.

## Описание конструкции
Основной боевой танк Т-74 конструировался по альтернативной схеме компоновки. Машина разделялась на 5 отдельных отсеков: моторно-трансмиссионное отделение, отсек с боекомплектом, отделение с членами экипажа, отделение с орудием и дополнительным вооружением, топливное отделение. Благодаря применению новой схемы компоновки предполагалось существенно улучшить условия обитаемости машины, возимый боекомплект и запас топлива. При этом, по сравнению с танком Т-64 были уменьшены габариты машины.

### Броневой корпус и башня
Боекомплект, орудие и прочие основные компоненты танка были вынесены из боевого отделения, а экипаж при этом размещался в нижней части машины. Отделение с экипажем шумоизолировано и полностью герметично, что должно было позволять членам экипажа переговариваться без танкового переговорного устройства. При этом была решена проблема загазованности боевого отделения, а также исключена опасность затяжного выстрела, повреждения и загрязнения боекомплекта. Моторно-трансмиссионное отделение было уменьшено и составляло 1/5 часть длины корпуса машины. Крыша боевого отделения должна была выполняться из лёгких сплавов алюминия. Внутренний забронированный объём танка 9,5 м³, площадь лобового силуэта 5,26 м².

### Вооружение
В качестве основного вооружения предполагалось использовать 125-мм гладкоствольную пушку Д-85 (2А47). Механизм заряжания орудия выполнялся на базе механизма заряжания танка Т-64А. Возимый боекомплект должен был составлять 60 выстрелов. В качестве варианта рассматривалось использование 130-мм пушки. Дополнительно должны были устанавливаться два 7,62-мм пулемёта ПКТ и 30-мм малокалиберная автоматическая пушка.

### Двигатель и трансмиссия
В качестве силовой установки рассматривался газотурбинный двигатель, мощностью 1250 л.с. Моторно-трансмиссионное отделение выполнялось на базе узлов и агрегатов танка Т-64А.

### Ходовая часть
Ходовая часть Т-74 должна была быть унифицирована с ходовой частью танка Т-64А.